# 만델스탐 변수
산란 이론에서, 만델스탐 변수(영어: Mandelstam variable)는 두 입자가 산란하여 튕겨나오는 과정에서, 각 입자의 초기 4차원 운동량과 나중 4차원 운동량의 관계를 나타내는 세 변수 s, t, u다. 단위는 에너지의 제곱. 남아공의 물리학자 스탠리 만델스탐(Stanley Mandelstam)이 도입하였다.

## 정의
+−−− 계량 부호수를 사용하자. 사차원 운동량이 각각 {\displaystyle p_{1}}와 {\displaystyle p_{2}}인 두 개의 입자가 입사하여, 산란 뒤 각각 {\displaystyle p_{3}}와 {\displaystyle p_{4}}의 사차원 운동량을 가지게 된다고 하자. 그렇다면 만델스탐 변수 {\displaystyle s}, {\displaystyle t}, {\displaystyle u}는 다음과 같다.
{\displaystyle s=(p_{1}+p_{2})^{2}=(p_{3}+p_{4})^{2}}
{\displaystyle t=(p_{1}-p_{3})^{2}=(p_{2}-p_{4})^{2}}
{\displaystyle u=(p_{1}-p_{4})^{2}=(p_{2}-p_{3})^{2}}.
여기서 s는 무게중심 기준틀에서 관측한 에너지의 제곱과 같다. t는 한 입자에서 다른 입자로 옮겨간 운동량의 정도(의 제곱)으로 해석할 수 있다.
세 만델스탐 변수들은 서로 독립적이지 않으며, 다음과 같은 관계를 만족시킨다.
{\displaystyle s+t+u=m_{1}^{2}+m_{2}^{2}+m_{3}^{2}+m_{4}^{2}}
여기서 {\displaystyle m_{i}^{2}=p_{i}^{2}}는 각 입자의 제곱 불변 질량이다.
만약 산란 뒤 입자가 산란 이전 입자와 다를 경우, 서로 유사한 입자의 운동량을 {\displaystyle p_{1}}과 {\displaystyle p_{3}} (또는 {\displaystyle p_{2}}와 {\displaystyle p_{4}})로 간주한다. 예를 들어,
e++e− {\displaystyle \to } μ++μ−
와 같은 경우, 전자 (e−)와 뮤온(μ−)이 서로 유사하므로 이들을 각각 {\displaystyle p_{1}}과{\displaystyle p_{3}}로 간주한다.

## 파인먼 도형의 모양
이 세 변수에 비례하는 산란 진폭 성분을 나타내는 파인먼 도형은 다음과 같이 특정한 모양을 지닌다. 이런 모양의 파인먼 도형에 해당하는 산란 진폭 성분을 s 채널 · t 채널 · u 채널로 부른다.
|                        |                        |                        |
| {\displaystyle s} 채널 | {\displaystyle t} 채널 | {\displaystyle u} 채널 |

## 임의의 차원에서의 만델스탐 변수
일반적으로, {\displaystyle D}차원에서 {\displaystyle N>2}개의 입자의 산란을 생각하자. 초기 상태의 입자는 운동량의 시간 성분이 양수로, 최종 상태의 입자는 운동량의 시간 성분이 음수로 놓자. 운동량들을 {\displaystyle p_{1},\dots ,p_{N}}이라고 놓자. 그렇다면, 다음과 같은 만델스탐 변수 {\displaystyle s_{ij}}는 다음과 같다.
{\displaystyle s_{ij}=(p_{i}+p_{j})^{2}\qquad (1\leq i<j\leq N)}
즉, 총 {\displaystyle N(N-1)/2}개의 변수들이 존재한다. 이들 사이에는 다음과 같은 일련의 상관관계가 존재한다.
{\displaystyle \sum _{j\neq i}s_{ij}=\sum _{j=1}^{N}m_{j}^{2}+(N-4)m_{i}^{2}}
4차원에서는
{\displaystyle s=s_{12}}
{\displaystyle t=s_{13}}
{\displaystyle u=s_{14}}
이므로, 이 상관관계는 4차원에서의 상관관계
{\displaystyle s+t+u=\sum _{i=1}^{4}m_{i}^{2}}
의 일반화이다.

### 독립 만델스탐 변수들의 수
편의상
{\displaystyle D'=D-\min\{N,D\}}
로 정의하자. 운동량들 사이에는 다음과 같은 조건들이 존재한다.
- (질량껍질 조건) {\displaystyle p_{i}^{2}=m_{i}^{2}\;\forall i=1,\dots ,N}
- (운동량 보존 법칙) {\displaystyle \sum _{i=1}^{N}p_{i}=0}

또한, 로런츠 변환을 통해
{\displaystyle D(D-1)/2}
개의 추가 제약을 가할 수 있으나, 이들 가운데
{\displaystyle D'(D'-1)/2}
개는 자명하게 작용한다. 따라서, 독립적인 만델스탐 변수의 개수는
{\displaystyle ND-N-D+D'-D(D-1)/2+D'(D'-1)/2={\begin{cases}N(D-1)-D(D+1)/2&D\leq N\\N(N-3)/2&D-1\geq N\end{cases}}}
이다.
| 입자 수 N | D = 2 | D = 3 | D = 4 | D = 5 | D = 6 |
| --------- | ----- | ----- | ----- | ----- | ----- |
| 3         | 0     | 0     | 0     | 0     | 0     |
| 4         | 1     | 2     | 2     | 2     | 2     |
| 5         | 2     | 4     | 5     | 5     | 5     |
| 6         | 3     | 6     | 8     | 9     | 9     |

### 2차원 만델스탐 변수
2차원에서는 2→2 산란 과정에서 오직 하나만의 독립적 만델스탐 변수가 존재하며, 이는 신속도로 쓸 수 있다.
네 입자의 신속도를 각각 {\displaystyle \theta _{1}}, {\displaystyle \theta _{2}}, {\displaystyle \theta _{3}}, {\displaystyle \theta _{4}}로 쓰자. 그렇다면 각 입자의 2차원 운동량은
{\displaystyle p_{i}=m_{i}(\cosh \theta _{i},\sinh \theta _{i})}
이다.
편의상 모든 입자의 질량이 {\displaystyle m_{1}=m_{2}=m_{3}=m_{4}=m}으로 놓고, 로런츠 변환을 가해
{\displaystyle \theta _{1}+\theta _{2}=0}
{\displaystyle \theta _{3}+\theta _{4}=0}
으로 놓자. 그렇다면 운동량 보존에 따라서
{\displaystyle \theta _{1}=-\theta _{2}=\pm \theta _{3}=\mp \theta _{4}}
임을 알 수 있다.
{\displaystyle 2\theta =\theta _{1}-\theta _{2}=\pm (\theta _{3}-\theta _{4})}
로 놓자. 그렇다면
{\displaystyle s=4m^{2}\cosh ^{2}\theta }
{\displaystyle t=-m^{2}(1\mp 1)^{2}\sinh ^{2}\theta }
{\displaystyle u=-m^{2}(1\pm 1)^{2}\sinh ^{2}\theta }
이 된다 (복호 동순).

## 같이 보기
- 콤프턴 산란